# موسیقی بابلگام
بابلگام، همچنین به آن موسیقی بابلگام (انگلیسی: bubblegum music) نیز گفته می‌شود، یک موسیقی راک و پاپ با سبک جذاب و شاد است که برای کودکان و نوجوانان به بازار عرضه می‌شود.